# Lacetani
I Lacetani erano un antico popolo iberico il cui territorio si estendeva nell'attuale comarca di Bages in Catalogna.
Le città più importanti dei Lacetani erano Iesso (odierna Guissona) e Sigarra (di localizzazione incerta). Secondo Tolomeo erano città lacetane anche Iespus (Igualada), Ceresus (Santa Coloma de Queralt), Anabis (Tàrrega), Bacasis (Manresa), Telobis (Martorell), Ascerris (Segarra), Udura (Cardona), Lissa (un villaggio vicino a Manresa), Setelsis (Solsona) e Cinna.